# گرابوواتس، سویلایناتس
گرابوواتس (صربی: Grabovac}} یک منطقهٔ مسکونی در صربستان است که در Svilajnac واقع شده‌است.
 گرابوواتس  ۱٬۰۱۲ نفر جمعیت دارد.